# Conscientia
Conscientia. Rivista di lettere e filosofia religiosa è stato un settimanale fondato a Roma nel 1922 dalla Scuola Teologica Battista e pubblicato dall'editore Bilychnis.

## Storia editoriale
Fu diretto fino al luglio 1923 da Carmelo Rapicavoli, poi da Piero Chiminelli, e, fino alla chiusura nel 1927, da Giuseppe Gangale, che, al protestantesimo della rivista impresse un indirizzo antimoderato e, dal 1924, dichiaratamente antifascista. Il settimanale era illustrato con decorazioni e disegni da Paolo Paschetto.
Tra i collaboratori della rivista ci furono: Antonio Banfi, Lelio Basso, Camillo Bellieni, Angelo Crespi, Eugenio Donadoni, Tommaso Fiore, Piero Gobetti, Gherardo Marone, Felice Momigliano, Romolo Murri, Adriano Tilgher, Mario Vinciguerra.